# Santenay (Côte-d’Or)
Santenay ist eine französische Gemeinde mit 852 Einwohnern (Stand 1. Januar 2022). Sie liegt im Tal des Flusses Dheune, im Süden der Côte de Beaune und ist die südlichste Gemeinde des Départements Côte-d’Or. Besonders wegen seiner Weine ist Santenay weltweit bekannt geworden. Der Ort verfügt über einige Heilquellen, weshalb Santenay auch als Heilbad berühmt ist.

## Geschichte
Zur Römerzeit wurde die Gemeinde Sentilliacum genannt. Den Namen verdankte sie einem ihrer Quellen, der Santana. Am Ende des 19. Jahrhunderts gab es noch vier Brunnen, nämlich:
- die Fontaine Salée (übersetzt salzige Quelle)
- den Santana Brunnen,
- den Carnot Brunnen und
- den Lithium Brunnen.

Heute sind nur noch die beiden letzteren in Betrieb. Das Wasser enthält viel Lithium, das für seine heilsame Wirkung bekannt ist. Wie häufig bei Heilbädern, gibt es hier auch ein Spielcasino.

## Bevölkerung
| Jahr                       | 1962 | 1968 | 1975 | 1982 | 1990 | 1999 | 2008 | 2016 |
| Einwohner                  | 942  | 1007 | 1008 | 1014 | 1008 | 904  | 836  | 874  |
| Quellen: Cassini und INSEE |      |      |      |      |      |      |      |      |

## Weinbaugebiet Santenay

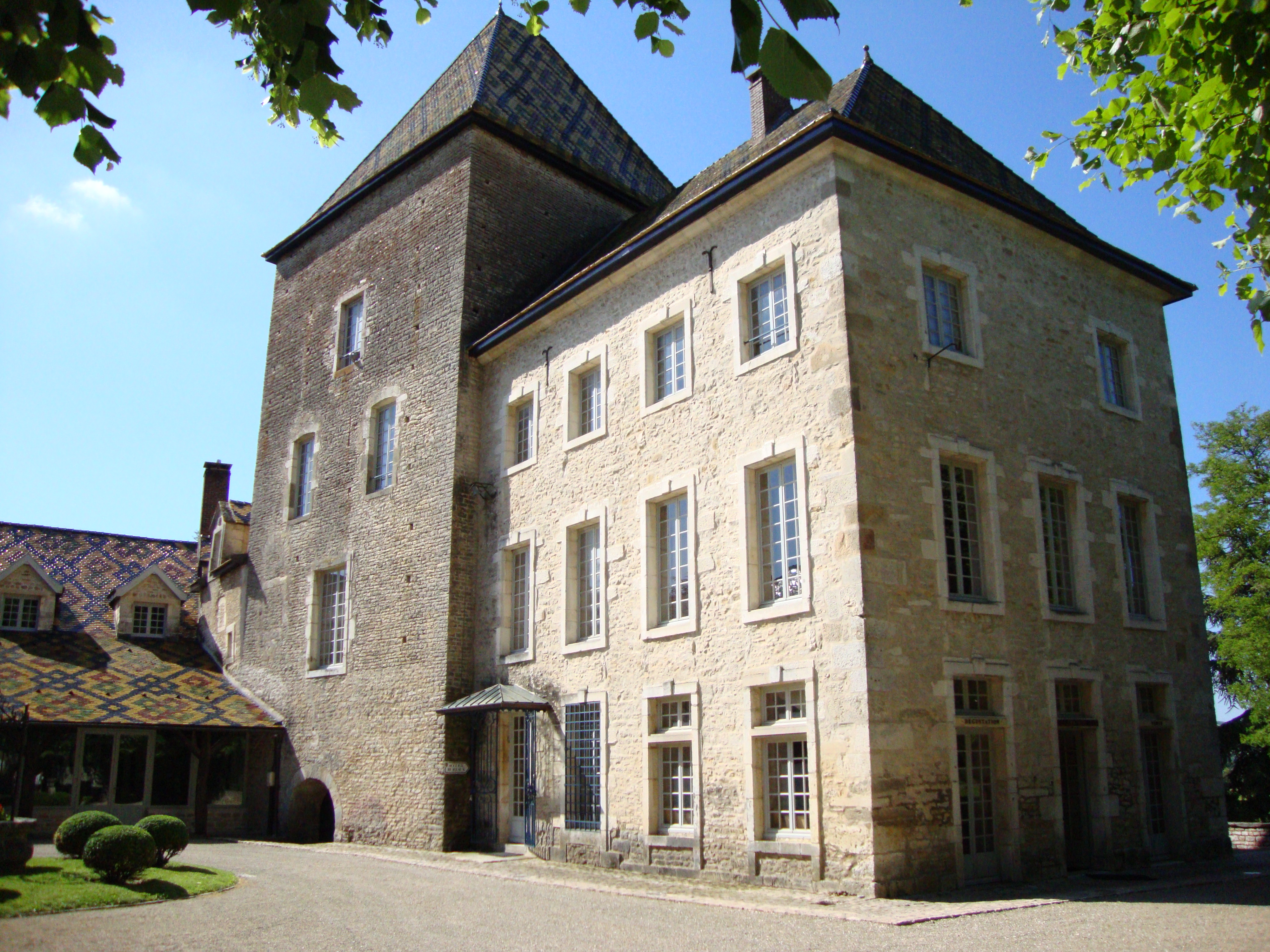
Das Schloss von Santenay

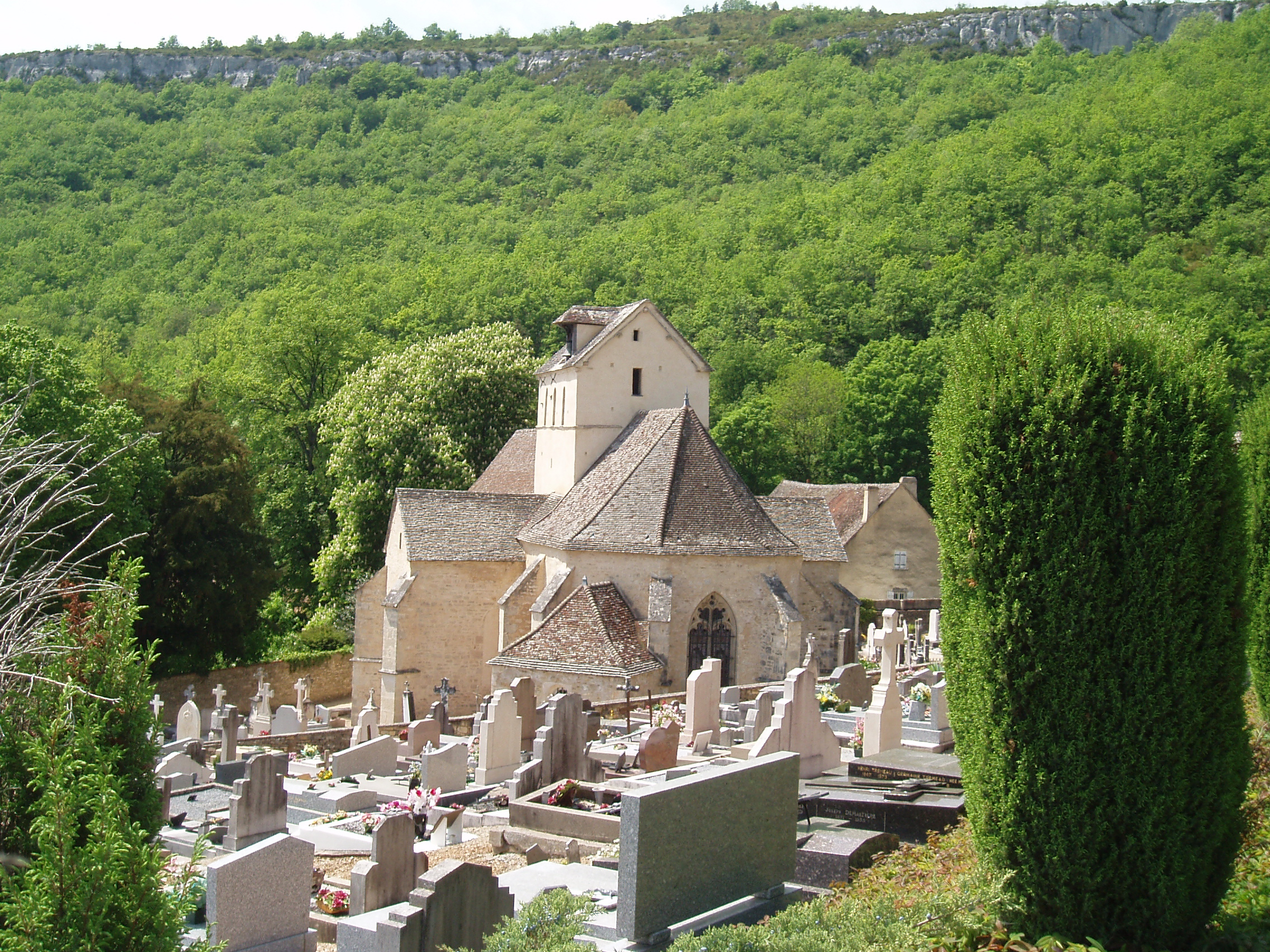
Eglise Saint Jean de Narosse

Die Weinberge von Santenay bedecken eine Fläche von 390 Hektar, wovon 140 Hektar Premier Cru-Lagen sind. Jährlich produziert man 1.500.000 Flaschen, davon 95 % Rotwein aus der Rebsorte Pinot noir. Der Weißwein wird aus der Rebsorte Chardonnay hergestellt.
Die Roten sind feste und strukturierte Weine, die oft einen deutlichen Gout du terroir aufweisen. La Comme ist eine der Spitzenlagen mit zunehmender Tiefe im Alter. Auch die Villages-Lagen sind sehr gut gemachte Weine. Seit dem 21. Mai 1970 verfügt Santenay über den Status einer Appellation d’Origine Contrôlée.

## Verkehr
Santrenay liegt an der Bahnstrecke Nevers–Chagny und wird im Regionalverkehr durch TER-Züge bedient.

## Sehenswürdigkeiten
- Das Château de Santenay:
Auf den Resten einer hölzernen Befestigungsanlage, die am Ende des 4. Jahrhunderts dort existierte, entstand das Château. Es war bis ins 9. Jahrhundert das Zentrum einer großen Karolinger Domäne.
Der mächtige Turm aus dem 14. Jahrhundert wurde von Herzog Philipp der Kühne von Burgund (1363–1404), dem Sohn des Königs Johann der Gute, gebaut. Zu dieser Zeit wurde rund um das Schloss auch ein Graben angelegt. Das Dach wurde vor 25 Jahren mit den typisch burgundischen farbigen Ziegeln geschmückt. Heute verfügt das Château über 95 Hektar Rebfläche, die fast ausschließlich mit den Rebsorten Chardonnay und Pinot Noir bestockt ist.

- Kirche Eglise Saint Jean de Narosse:
Die Kirche wurde Ende des 12. Jahrhunderts erbaut. Der Chor und die beiden Kapellen, „Chapelle Saint Michel“ und „Chapelle de la Vierge Marie“ sind in gotischem Stil errichtet und datieren aus dem 15. Jahrhundert.
- Mont de Sène:
 Von der Anhöhe des Mont de Sène (auch Montagne des Trois Croix genannt), mit seiner Höhe von 521 m über dem Meeresspiegel, hat man einen Fernblick über die Saône-Ebene bis zum Jura und den Alpen. Anhand von Ausgrabungen wurde nachgewiesen, dass die Kelten das Plateau schon im 6. Jahrhundert v. Chr. bewohnten. Während der römischen Besetzung wurde ein großer Tempel zu Ehren des Mercurius gebaut. Statuen aus dieser Zeit kann man im Museum von Autun sehen. Seit 1993 ist der Mont de Sène ein Naturschutzgebiet.
- Canal du Centre:
Santenay liegt am Canal du Centre. Dieser zentralfranzösische Kanal bildet mit den Kanälen Canal de Briare, Canal du Loing und Canal latéral à la Loire eine Kanalkette, die den Binnenschiffen und Sportbooten einen Übergang von der Rhone und der Saône zur Loire und zur Seine ermöglicht.

## Gemeindepartnerschaft
Mit der deutschen Gemeinde Bacharach in Rheinland-Pfalz ist Santenay partnerschaftlich verbunden.

## Persönlichkeiten
- Edmond Jacquelin (1875–1928), Radsportler, wurde in Santenay geboren.